# Michèle Bennett

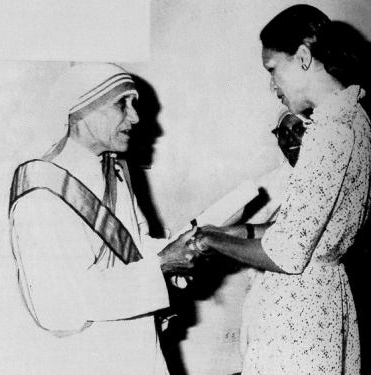
Michèle Bennett (rechts) mit Mutter Teresa

Michèle Bennett (* 15. Januar 1950 in Port-au-Prince) ist die Witwe des ehemaligen diktatorisch regierenden Präsidenten Haitis Jean-Claude Duvalier und war als solche vom 27. Mai 1980 bis zum 7. Februar 1986 First Lady Haitis.

## Frühes Leben
Michèle Bennett wurde 1950 in Port-au-Prince als Tochter von Aurore (geb. Ligondé) und Ernest Bennett, einem haitianischen Unternehmer und Nachfahren von König Heinrich I. geboren. Ihr Vater besaß mehr als 20.000 ha Land, auf denen er hauptsächlich Kaffee anbaute und 1.600 Landarbeiter sowie 900 weitere in seinem Geschäft beschäftigte. Ihr Onkel war Haitis römisch-katholischer Erzbischof Monsignore François-Wolff Ligondé. Mit 15 Jahren zog Bennett nach New York, wo sie an der St. Mary’s School in Peekskill unterrichtet wurde. Anschließend arbeitete sie als Sekretärin in einer Firma im Garment District von New York City. 1973 heiratete sie Alix Pasquet Jr., den Sohn von Alix Pasquet, einem bekannten Mulattenoffizier und Tuskegee Airman, der 1958 einen Putschversuch gegen François Duvalier anführte. Mit Pasquet bekam sie zwei Kinder, Alix III und Sacha. Nach ihrer Scheidung von Pasquet 1978 machte sie Karriere in der Öffentlichkeitsarbeit für Habitation LeClerc, ein gehobenes Hotel in Port-au-Prince.

## Ehe mit Jean-Claude Duvalier
Obwohl Michèle Bennett Jean-Claude Duvalier in der High School kennenlernte, verlobte sich das Paar erst zehn Jahre später. 1980 heirateten sie. Ihre Hochzeit, Haitis gesellschaftliches Ereignis des Jahrzehnts, kostete noch nie dagewesene 2 Millionen US-Dollar und wurde von der Mehrheit der Haitianer begeistert aufgenommen. Bennett bemühte sich zunächst um die Bevölkerung, indem sie Kleidung und Lebensmittel an die Bedürftigen verteilte sowie mehrere medizinische Kliniken und Schulen für die Armen eröffnete. In den sechs Wochen nach der Hochzeit tourten Michèle und Jean-Claude durch Haiti und tauchten unangemeldet auf Versammlungen, Marktplätzen und anderen Versammlungsorten auf, was ihnen fast überall anerkennende Blicke und Worte einbrachte. Bei einem Besuch in Haiti bemerkte Mutter Teresa, dass sie noch nie gesehen hatte, dass die armen Leute so vertraut mit ihrem Staatsoberhaupt waren wie mit Michèle. Mit Jean-Claude bekam Michèle ihr drittes und viertes Kind: Nicolas und Anya. Die Heirat stellte ein symbolisches Bündnis mit der Mulattenelite dar, den Familien, gegen die Jean-Claudes Vater opponiert hatte. Dies führte dazu, dass die Mutter ihres Mannes, Simone Duvalier, die gegen die Heirat war, politisch ins Abseits gedrängt wurde, was wiederum neue Fraktionsallianzen innerhalb der herrschenden Gruppe schuf, da die duvalieristische Alte Garde der Meinung war, dass die Macht der neuen First Lady die ihres Mannes zu übertreffen schien. Während Jean-Claude oft durch Kabinettssitzungen döste, tadelte seine Frau, frustriert über seine politische Unfähigkeit, die Minister selbst. Die Familie von Michèle Bennett wurde in der späteren Zeit der Diktatur von Jean-Claude Duvalier reich. Am Ende seiner fünfzehnjährigen Herrschaft waren Duvalier und seine Frau für ihre Korruption berühmt geworden. Der Nationalpalast wurde zum Schauplatz opulenter Kostümpartys, auf denen der junge Präsident einmal als türkischer Sultan verkleidet auftrat, um zehntausend Dollar teure Juwelen als Türpreise zu verteilen. Während eines Besuchs in Haiti im Jahr 1983 erklärte Papst Johannes Paul II., dass sich „die Dinge in Haiti ändern müssen“, und er rief „alle, die Macht, Reichtum und Kultur haben, auf, damit sie die ernste und dringende Verantwortung verstehen, ihren Brüdern und Schwestern zu helfen“.

Michèle Bennett mit ihrem Mann auf der Flucht (1986)

Bald darauf begann ein Volksaufstand gegen das Regime. Duvalier reagierte mit einer zehnprozentigen Senkung der Preise für Grundnahrungsmittel, der Schließung unabhängiger Radiosender, einer Kabinettsumbildung und einem harten Durchgreifen von Polizei- und Armeeeinheiten, aber diese Maßnahmen konnten die Dynamik des Volksaufstandes nicht dämpfen. Jean-Claudes Frau und seine Berater drängten ihn, die Rebellion niederzuschlagen, um im Amt zu bleiben. Als Reaktion auf die wachsende Opposition gegen 28 Jahre Duvalier-Herrschaft flohen die Duvaliers am 7. Februar 1986 in Begleitung von 19 weiteren Personen in einem US-amerikanischen Flugzeug aus dem aufständischen Land.

## Exil
Die Regierungen von Griechenland, Spanien, der Schweiz, Gabun und Marokko lehnten alle die Asylanträge der Familie Duvalier ab. Frankreich stimmte zu, den Duvaliers eine vorübergehende Einreise zu gewähren, verweigerte ihnen aber ebenfalls das Asyl. Kurz nach ihrer Ankunft in Frankreich wurde ihr Haus im Rahmen einer Untersuchung zur Plünderung der haitianischen Staatskasse durchsucht. Bennett wurde dabei ertappt, wie sie versuchte, Unterlagen in einer Toilette herunterzuspülen. Ihre Papiere dokumentierten die jüngsten Ausgaben, darunter 168.780 US$ für Givenchy-Kleidung, 270.200 US$ für Boucheron-Schmuck und 9.752 US$ für zwei Kinder-Pferdesättel bei Hermès. 1987 wies ein französisches Zivilgericht die Klage Haitis gegen die Duvaliers ab, die die Duvaliers zur Rückzahlung von Geldern an Haiti verpflichten wollte. 1990 reichte Jean-Claude Duvalier in der Dominikanischen Republik die Scheidung von Bennett ein und warf ihr unmoralische Handlungen vor. Bennett, die zu dieser Zeit mit einem anderen Mann in Cannes lebte, focht die Entscheidung an und flog in die Dominikanische Republik, um eine Aufhebung zu erwirken, bevor sich ihr Mann in einem dritten Gericht durchsetzte. Ihr wurden Unterhaltszahlungen zugesprochen. Nach dem Erdbeben in Haiti 2010 kehrte Bennett mit einem Such- und Rettungsteam nach Haiti zurück, um in den Trümmern des Hôtel Montana nach ihrem Bruder Rudy Bennett zu suchen. Bennett kehrte zur Beerdigung von Jean-Claude Duvalier am 11. Oktober 2014 nach Haiti zurück. Sie nahm mit ihren beiden Kindern aus ihrer Ehe in einer Kapelle auf dem Gelände der Schule Institution Saint-Louis de Gonzague im Stadtteil Delmas von Port-au-Prince teil.